# رابرت پی. بویل
رابرت پی. بویل (انگلیسی: Charles P. Boyle؛ ۲۶ ژوئیهٔ ۱۸۹۲ – ۲۸ مهٔ ۱۹۶۸) یک مدیر فیلم‌برداری اهل ایالات متحده آمریکا بود. 
از فیلم‌ها یا مجموعه‌های تلویزیونی که وی در آن‌ها نقش داشته است می‌توان به دیوی کراکت اشاره نمود. 